# Lardo

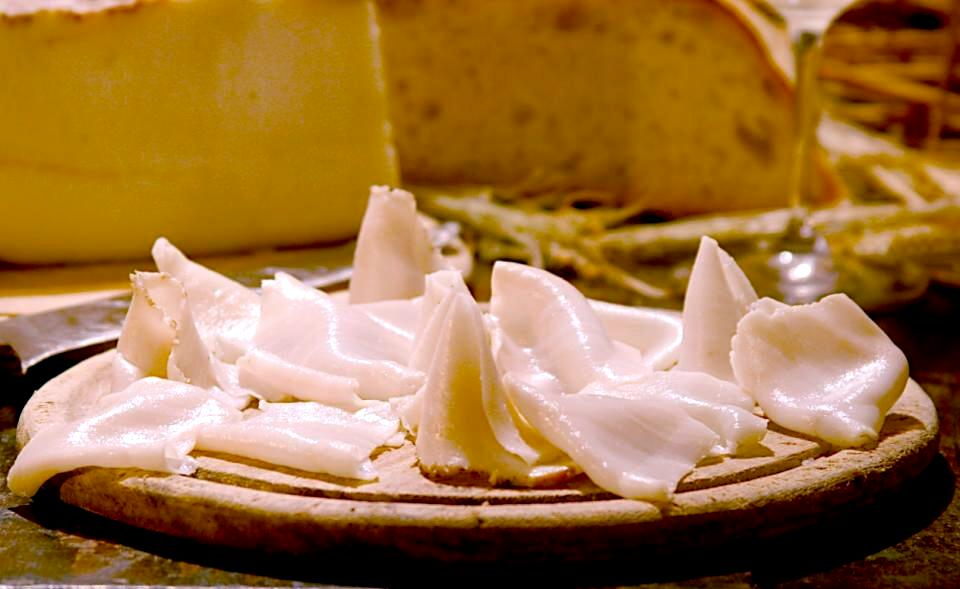
Lardo di Colonnata.

Lardo är en norditaliensk specialitet som innehåller grisfett som smaksatts med till exempel vitlök och örter som rosmarin. Den placeras i kistor, traditionellt av marmor, för lagring och serveras i mycket tunna skivor som förrätt.
Lardo är känt sedan romartiden och kommer ursprungligen från Toscana.